# Дравоград
Дравоград (словен. Dravogradⓘ) — місто в общині Дравоград, Регіон Корошка, Словенія. 

## Географія
Місто розташований на місці злиття річок Драва, Межа та Мислиня, на висоті 362 м над рівнем моря.

## Світлини

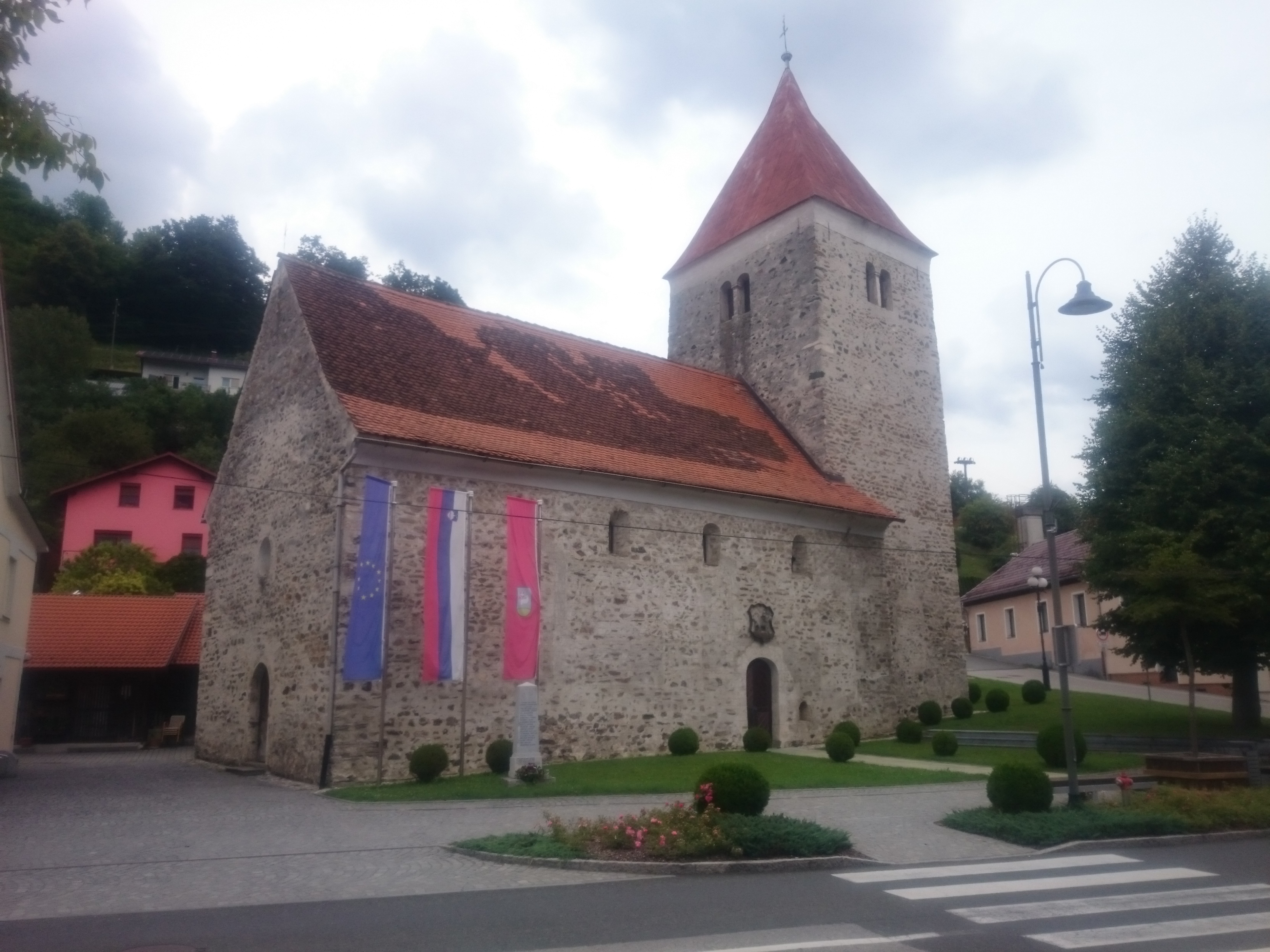
Церква св. Віта
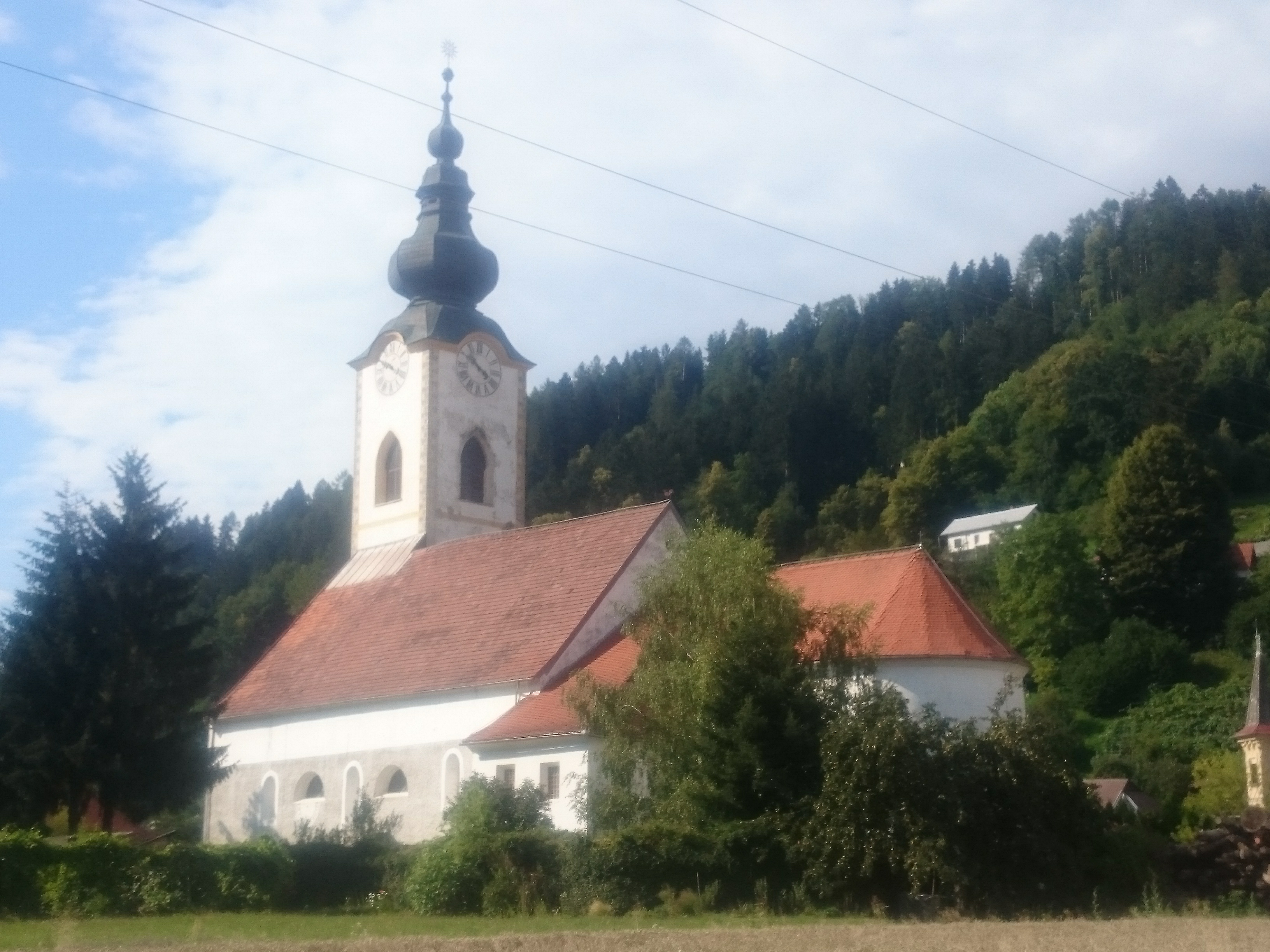
Церква св. Івана Євангеліста
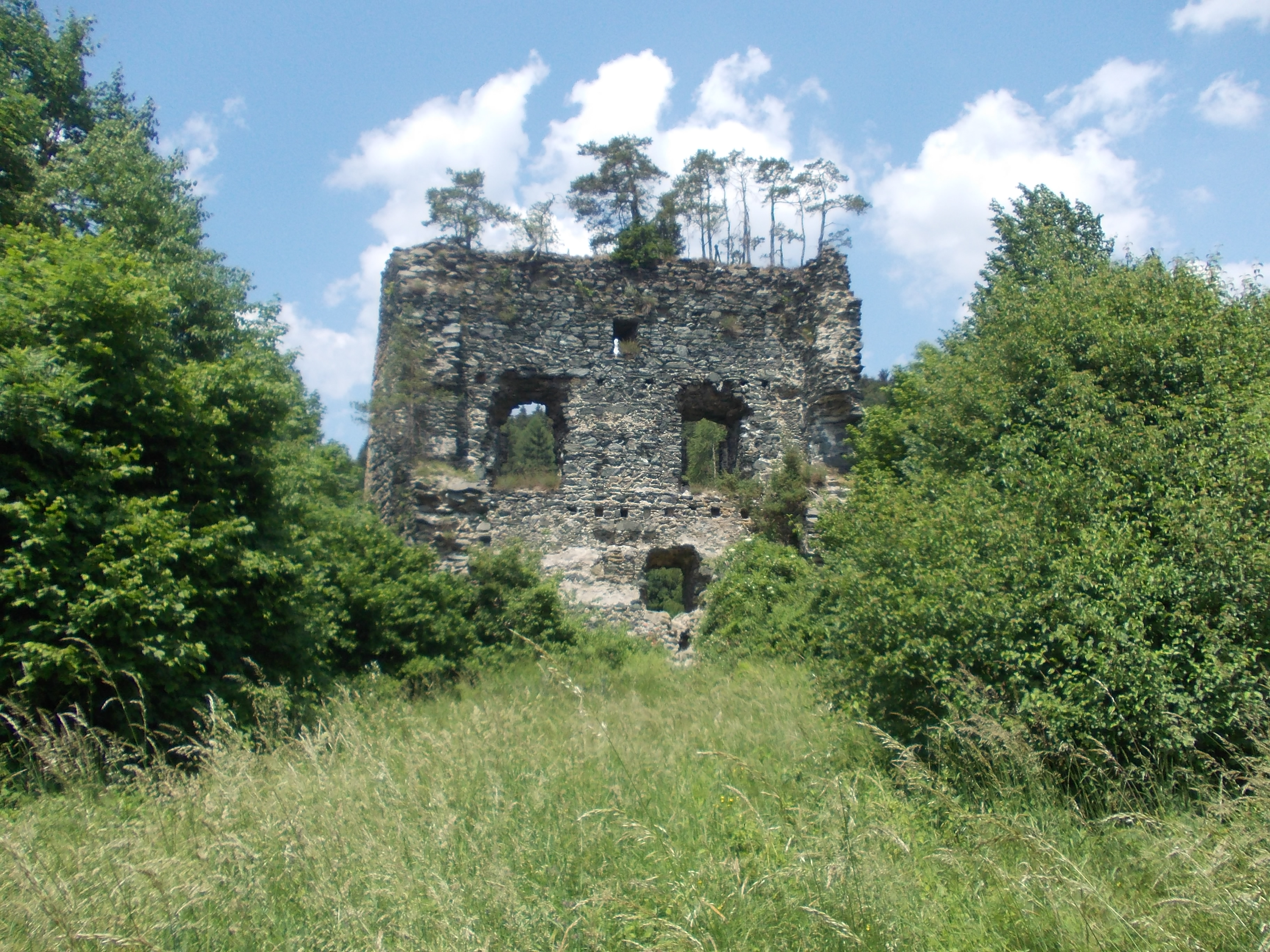
Руїни замку
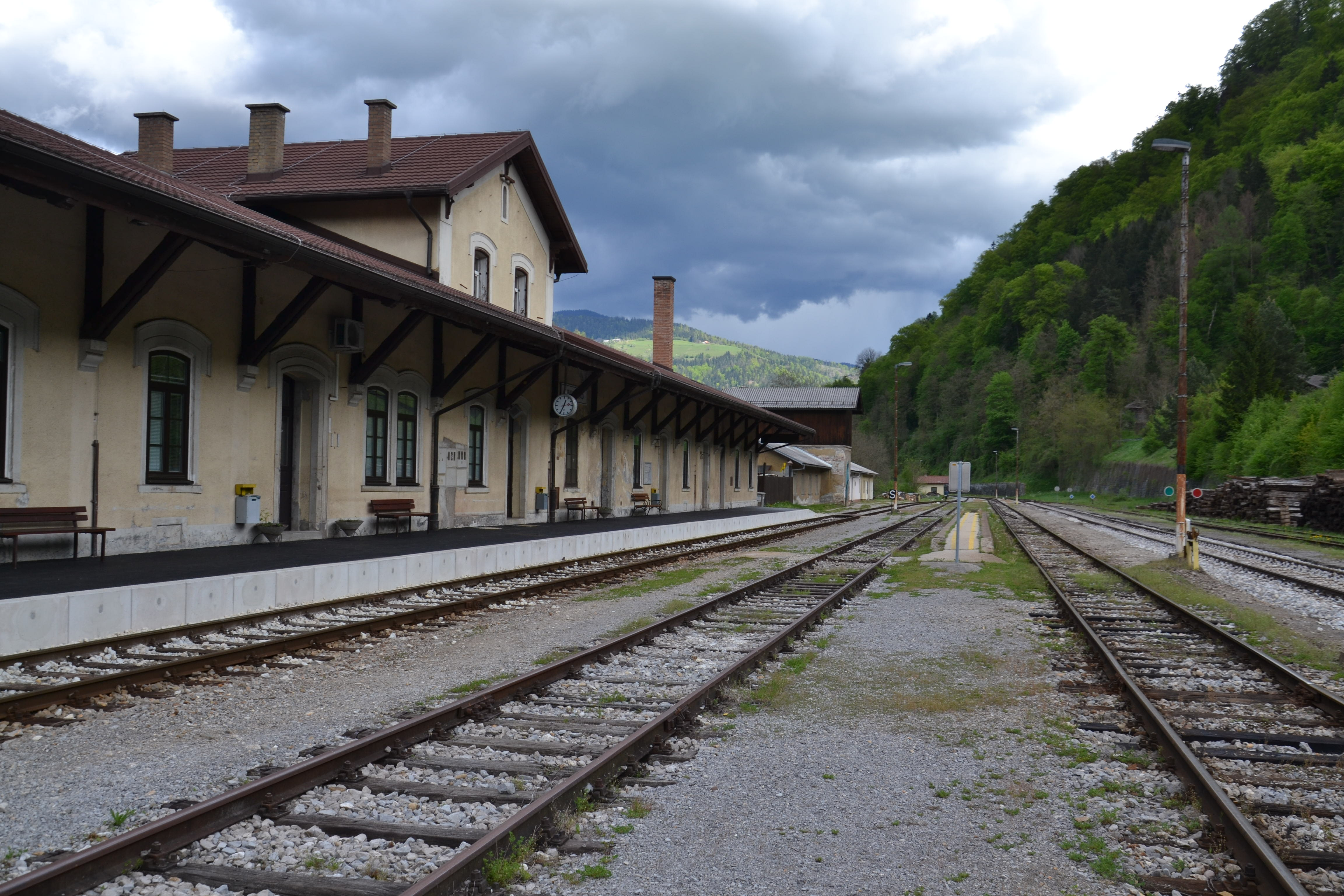
Залізничний двірець
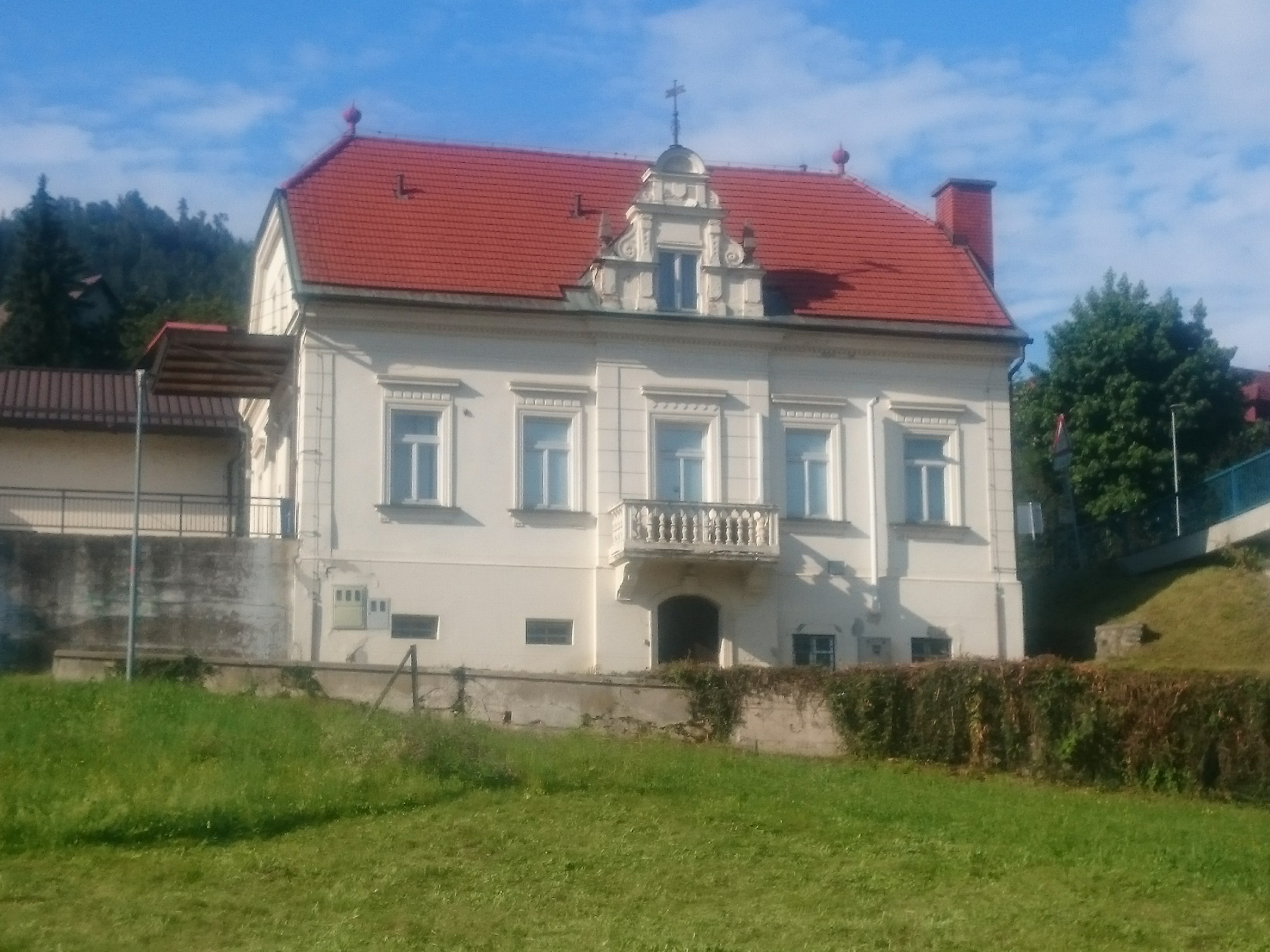
Міська пошта